# Metz (Afrique du Sud)
Pour les articles homonymes, voir Metz (homonymie).
Metz est une ville du district de Mopani dans la province du Limpopo en Afrique du Sud.